# Eric Ocansey
Eric Ocansey (Tema, 22 augustus 1997) is een Ghanees voetballer die in 2015 zijn professioneel debuut maakte bij KAS Eupen. Ocansey speelt sinds juli 2023 bij Lierse Kempenzonen en staat er onder contract tot 2024 met een optie op een extra jaar.

## Carrière
Ocansey is een jeugdproduct van Aspire Academy, de voetbalschool in Qatar waarmee KAS Eupen nauw samenwerkt. In 2015 maakte hij de overstap van de academie naar de toenmalige Belgische tweedeklasser. Ocansey promoveerde in zijn eerste seizoen meteen naar de Jupiler Pro League, waar hij tussen bank en basiself schipperde maar waar hij in drie seizoenen toch 92 competitiewedstrijden speelde.
Ondanks het feit dat hij nog een contract voor één seizoen had in het Kehrwegstadion, tekende Ocansey in juli 2019 een contract voor vier seizoenen bij KV Kortrijk.

## Statistieken
| Seizoen | Club               | Land   | Reeks              | Wed. | Dlp. |
| ------- | ------------------ | ------ | ------------------ | ---- | ---- |
| 2015/16 | KAS Eupen          | België | Proximus League    | 23   | 3    |
| 2016/17 | KAS Eupen          | België | Jupiler Pro League | 24   | 5    |
| 2017/18 | KAS Eupen          | België | Jupiler Pro League | 37   | 6    |
| 2018/19 | KAS Eupen          | België | Jupiler Pro League | 31   | 2    |
| 2019/20 | KV Kortrijk        | België | Jupiler Pro League | 22   | 2    |
| 2020/21 | KV Kortrijk        | België | Jupiler Pro League | 31   | 2    |
| 2021/22 | KV Kortrijk        | België | Jupiler Pro League | 5    | 1    |
| 2021/22 | → SK Beveren       | België | Eerste klasse B    | 9    | 0    |
| 2022/23 | KV Kortrijk        | België | Jupiler Pro League | 0    | 0    |
| 2023/24 | Lierse Kempenzonen | België | Eerste klasse B    | 3    | 0    |
| Totaal  |                    |        |                    | 185  | 21   |

Laatst bijgewerkt op 19 juli 2019.
1 Vandenberghe ·
5 Atemona ·
6 Mehssatou ·
7 Mbayo ·
8 Challouk ·
9 Messaoudi ·
10 Selemani ·
11 De Neve ·
12 De Vlaeminck ·
17 Gueye ·
18 Kadri  ·
20 Avenatti ·
21 Wasinski ·
22 Decoene ·
29 Regali ·
44 Silva ·
48 Montegnies ·
66 Radovanović ·
70 Bruno ·
77 Henen ·
89 Audoor ·
Coach: Edward Still